# Манта (рід)
Манта (Manta) — рід скатів родини мантових. Має 2 види. Інші назви «скат-рогач» та «великий морський диявол».

## Опис
До цього роду належать найбільші зі скатів. Загальна довжина представників цього роду коливається від 5 до 7 м. За цим розрізняються види мант. Голова масивна. Диск у цих скатів дуже широкий, грудні плавці загострені, батогоподібний хвіст порівняно короткий. Передні частини грудних плавців у них відокремлені і утворюють виступаючи перед очима головні плавники. Виставлені вперед, ці плавники нагадують «роги». Очі розташовані з боків голови, бризкальці невеликі. Рот у цих скатів кінцевий або розташований на нижній поверхні голови. Він дуже широкий і забезпечений численними дрібними зубами, що мають форму горбків. Шкіра гладенька, вкрита слизом, що захищає мант від інфекцій та паразитів. Мають найбільшу вагу мозку відносно до ваги тіла (серед усіх риб).
Забарвлення спини має чорний колір, з боків на голові ці скати білуваті. Черево має бежеве або білувате забарвлення з чорними мітками. Вкрай рідко трапляються суто чорні манти. Саме за розташування темних цяток на череві та формою білих плям на «плечах» розрізняються види мант.

## Спосіб життя
Це пелагічні риби. Зустрічаються на глибинах 300—400 м, іноді 1000 м. Часто відвідують рифи. Доволі швидкі скати, що здатні розвивати швидкість до 10 км на годину. Трапляються поодинці, а також можуть утворювати групи у 50 особин. Здатні вистрибувати частково чи повністю, іноді один за одним. Живляться зоопланктоном, перш за все креветкою, крилем та планктоном крабів.
Статева зрілість настає у 8-10 років. Це живородні скати. Парування триває 30-90 секунд. Самиця народжує 1 раз на 3 роки. Вагітність триває 372 дні. Народжується 1 дитинча 192 см завширшки вагою 70 кг.
Тривалість життя досягає 50 років.

## Розповсюдження
Мешкають в тропічних і субтропічних морях всіх океанів.

## Види
- Manta alfredi  (Krefft, 1868)
- Manta birostris  (Walbaum, 1792)